# Danseys Pass (Nouvelle-Zélande)
Danseys Pass est une localité située dans le district de Waitaki dans la région de Canterbury de l’île du Sud de la Nouvelle-Zélande.

## Situation
Le village est localisé à approximativement mi-chemin entre le col Danseys (qui est le col de montagne du même nom) et la ville de Duntroon sur le côté du col vers la région de Canterbury. 

## Toponymie
Le col et la route (et donc la localité) ont été dénommés d’après: William Heywood Dansey. 
C’était le locataire du parcours d’Otekaike à partir de 1857 et jusqu’en 1871, et  qui en 1855 avec 3 compagnons, furent les premiers européens à franchir le col à la recherche de terres dans le district de Maniototo (en).